# Expédition Fram
Vous lisez un « article de qualité » labellisé en 2011.

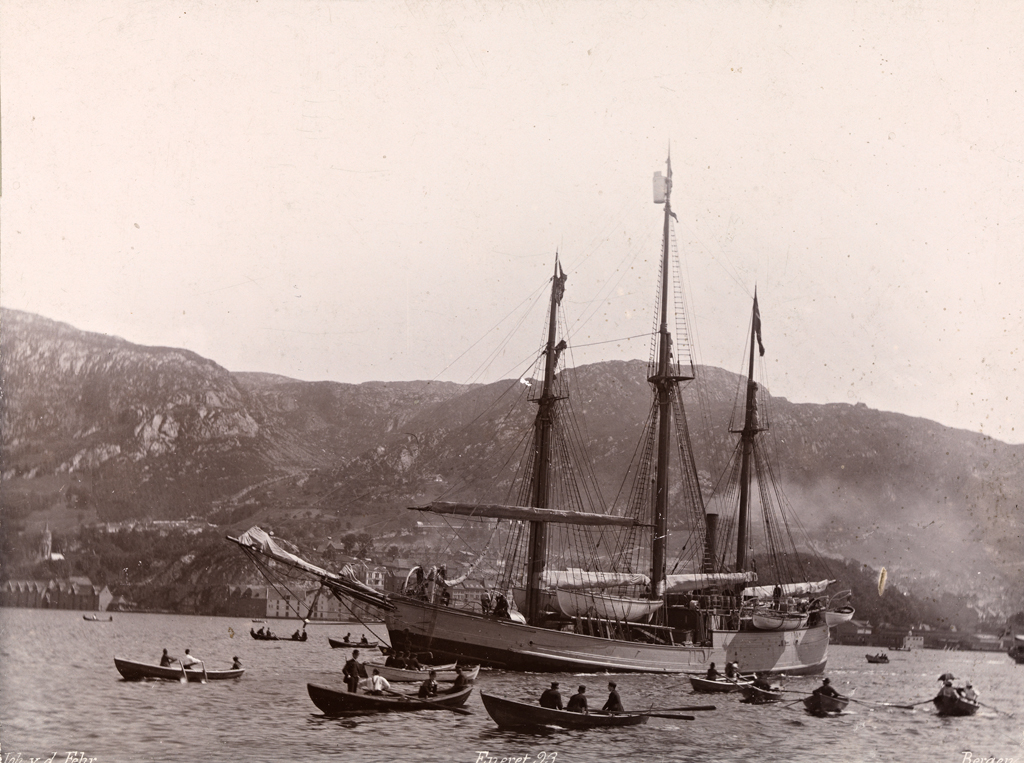
Le Fram quitte Bergen le 2 juillet 1893, en partance pour l'océan Arctique.

L’expédition Fram est une expédition maritime menée dans l'océan Arctique par le Norvégien Fridtjof Nansen à bord du navire Fram entre 1893 et 1896. Nansen et son équipage ont tenté d'atteindre le pôle Nord en utilisant la dérive de la banquise créée par le courant marin de l'océan Arctique.
Fridtjof Nansen fonde son entreprise sur les conclusions qu'il tire de l'échec de l'expédition Jeannette (1879-1881), broyée par les glaces au large des îles de Nouvelle-Sibérie et dont des débris sont retrouvés quelques années plus tard sur la banquise au Groenland. Cette découverte amène certains scientifiques à formuler l'hypothèse de l'existence d'un courant marin transpolaire qui entraîne une dérive de la banquise. Nansen reprend cette théorie à son compte et se lance dans la construction d'un navire capable de résister à la pression des glaces pour lui permettre de se laisser porter par la banquise. Malgré le scepticisme de nombreux explorateurs polaires, Nansen utilise l'élan patriotique qui a cours en Norvège à la fin du XIXe siècle pour trouver des fonds et monter son expédition. À 29 ans, Fridtjof Nansen, qui vient d'achever la première traversée du Groenland à ski, n'est pas un novice des expéditions polaires. Avec l'architecte naval Colin Archer, il conçoit le Fram dont la spécificité réside dans une coque arrondie lui permettant d'être soulevé par la glace plutôt qu'écrasé.
Le navire part de Christiania (aujourd'hui Oslo) à l'été 1893 avec douze hommes à son bord. Fridtjof Nansen mène son navire vers l'archipel de Nouvelle-Sibérie où il le laisse prendre par les glaces, en espérant que la dérive le mène vers le pôle. Après deux hivernages et de longs mois d'une dérive erratique, le navire s'est rapproché du pôle, mais pas assez rapidement au goût de Nansen. Il décide alors de se lancer à la conquête du pôle Nord en traîneau à chien et à ski, en compagnie de Hjalmar Johansen. En mars 1895, ils quittent le navire qui est laissé sous le commandement d'Otto Sverdrup. Nansen et Johansen n'atteignent pas le pôle mais réussissent à se porter jusqu'à une latitude de 86° 13' 6" N, le point le plus au nord (ou farthest North en anglais) jamais atteint jusqu'alors. Bloqués par l'état de la glace, ils entament alors une longue retraite jusqu'à la terre François-Joseph où ils sont contraints d'hiverner. Ils repartent ensuite vers le sud et rencontrent par hasard l'explorateur Frederick George Jackson, plus de quinze mois après avoir quitté le Fram. Jackson mène les deux hommes au cap Flora, son camp de base sur l'île Northbrook, d'où ils regagnent la Norvège. Pendant ce temps, le Fram a continué sa dérive vers l'ouest. Rarement mis en danger durant son long emprisonnement, le navire retrouve la mer libre à l'été 1896, après trois années de dérive. Nansen et Johansen d'un côté, le Fram et le reste de l'équipage de l'autre, rentrent en Norvège à peu près au même moment. Les retrouvailles ont lieu à Tromsø en août 1896. L'ensemble des hommes de l'expédition sont accueillis en héros tout au long de leur voyage de retour le long des côtes de Norvège jusqu'à Christiania.
Les observations scientifiques menées durant ce voyage ont contribué de manière significative aux progrès de l'océanographie. La dérive du Fram et le voyage de Nansen en traîneau sur la banquise prouvent qu'il n'existe pas de masse terrestre notable au nord de l'Eurasie et confirment le caractère océanique des régions arctiques, couvertes d'une épaisse couche de glaces flottant sur l'océan. Les méthodes de voyage et de survie en milieu polaire utilisées par Nansen influencent considérablement toutes les expéditions polaires à venir.  Le Fram est par la suite réutilisé lors des expéditions polaires d'Otto Sverdrup dans l'arctique canadien (1898-1902) et de Roald Amundsen à la conquête du pôle Sud (1910-1912). Depuis 1936, il est exposé au musée du Fram à Oslo.

## Contexte

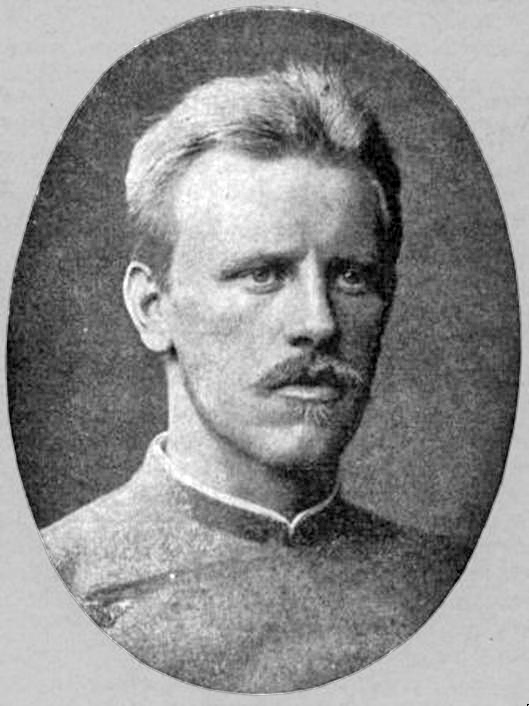
Fridtjof Nansen à l'époque de sa traversée du Groenland.

En septembre 1879, le USS Jeannette, une ancienne canonnière américaine reconvertie pour l'exploration polaire, commandée par George Washington De Long, pénètre les glaces dérivantes ou  pack, au nord du détroit de Béring. Envoyée à la conquête du pôle Nord, conformément à la théorie de la mer polaire ouverte, elle demeure prise dans la banquise pendant près de deux ans, dérivant au large des îles de Nouvelle-Sibérie, avant d'être broyée par les glaces et coulée le 13 juin 1881. Son équipage s'échappe sur des canots et atteint la côte sibérienne. La plupart des membres d'équipage, y compris De Long, meurent par la suite dans le delta de la Léna. Trois ans plus tard, des débris de la Jeannette sont retrouvés à l'autre bout de l'Arctique, aux alentours de Julianehaab, sur la côte sud-ouest du Groenland. Ces éléments pris dans les glaces dérivantes, notamment des vêtements portant le nom de membres de l'équipage et des documents signés par De Long, sont formellement identifiés comme provenant du voilier.
Dans une conférence tenue en 1884 devant l'Académie norvégienne des sciences et des lettres, le docteur Henrik Mohn, l'un des fondateurs de la météorologie moderne, avance que la découverte des débris de la Jeannette indique la présence d'un courant marin orienté d'est en ouest à travers l'océan Arctique. Le gouverneur danois de Julianehaab, écrivant à propos de la découverte, conjecture qu'une expédition prise dans les glaces de Sibérie pourrait, si le navire est assez solide pour résister à la pression des glaces, traverser l'océan pris par les glaces et accoster dans la partie méridionale du Groenland. Ces théories sont étudiées avec intérêt par Fridtjof Nansen alors âgé de 23 ans et qui occupe à cette époque le poste de conservateur du musée de l'université de Bergen pendant son doctorat. Nansen est déjà passionné par les étendues glacées du Grand Nord. Deux ans plus tôt, il a participé à une expédition de quatre mois de chasse aux phoques à bord du Viking, dont trois semaines pris dans les glaces. Skieur expérimenté et sportif accompli, Nansen prépare la première traversée de la calotte glaciaire du Groenland, objectif retardé par l'accomplissement de ses études, mais accompli en 1888-1889 après la soutenance de sa thèse de doctorat. Durant toutes ces années, il a gardé en mémoire ces théories de courants arctiques est-ouest et les possibilités inhérentes d'exploration polaire. Peu après son retour du Groenland, il annonce ses intentions.

## Préparatifs

### Plan

L'océan Arctique, avec la représentation du trajet théorique de la dérive envisagée par Nansen, depuis les îles de Nouvelle-Sibérie jusqu'à l'océan Atlantique, en passant par le pôle Nord.

En février 1890, Nansen s'exprime lors d'une réunion de la société norvégienne de géographie à Christiania (aujourd'hui Oslo). Après avoir attiré l'attention sur les échecs de nombreuses expéditions polaires ayant approché le pôle par l'ouest, il met l'accent sur la découverte des restes de la Jeannette, ainsi que d'autres débris en provenance d'Alaska ou de Sibérie, sur les côtes du Groenland. Nansen avance qu' « en prenant tout cela en compte, nous sommes amenés à la conclusion qu'un courant océanique circule depuis l'arctique sibérien vers la côte est du Groenland » passant probablement aux abords du pôle. Il lui apparaît que la chose la plus évidente à faire est de « tracer [leur] chemin dans le courant de ce côté du pôle où il s'écoule vers le nord et avec son aide de pénétrer ces régions que toutes les expéditions précédentes ont vainement tenté d'atteindre car elles luttaient face au courant ».
Le plan de Fridtjof Nansen demande un navire petit, maniable et résistant, propulsé à voile et à moteur, pouvant emporter des provisions et du combustible pour cinq ans pour un équipage de douze hommes. Le vaisseau suivrait la route de la Jeannette jusqu'aux îles de Nouvelle-Sibérie et, aux alentours de la position où la Jeannette a coulé, si l'état des glaces le permet : « nous tracerons notre chemin à travers la glace aussi loin que possible », pour permettre au navire de dériver ensuite avec la glace vers le pôle et d'atteindre finalement la mer libre entre le Groenland et le Spitzberg. En cas de perte du navire, possibilité très peu probable selon Nansen, l'équipage pourrait camper sur la banquise et être transporté en toute sécurité. Nansen observe que « si l'expédition de la Jeannette avait eu assez de provisions et que l'équipage était resté sur la banquise où les débris ont été retrouvés, le résultat final aurait certainement été très différent de ce qu'il a été ».
Quand les plans de Nansen sont rendus publics, ils suscitent l'enthousiasme du New York Times qui considère comme « hautement probable l'existence d'une route comparativement courte et directe à travers l'océan Arctique vers le pôle Nord, et à laquelle la nature elle-même a fourni un moyen de locomotion ». Cependant, la plupart des spécialistes des pôles font preuve d'un certain scepticisme face à son projet. L'explorateur américain Adolphus Greely le qualifie de « projet déraisonné d'autodestruction », son assistant, le lieutenant David Brainerd, pense qu'il s'agit du « projet le plus malavisé dans lequel quelqu'un se soit jamais lancé » et lui prédit une fin désastreuse. Sir Allen Young, un vétéran des recherches de l'expédition perdue de Franklin, ne croit pas qu'un navire puisse être construit pour résister à l'écrasement sous la pression de la glace. Sir Joseph Hooker, qui a navigué dans les mers du Sud avec James Clark Ross en 1839–1843, va dans le même sens et pense que le risque ne vaut pas la peine d'être couru,. Cependant, le tout aussi expérimenté Sir Leopold McClintock qualifie le projet de Nansen de « plus hardi projet jamais présenté à la Royal Geographical Society ». De même, le philanthrope suédois Oscar Dickson, qui a financé les explorations de Nordenskiöld dans sa conquête du passage du Nord-Est en 1878–1879, est suffisamment impressionné pour proposer à Nansen une participation au financement de son projet. Avec la montée du nationalisme norvégien, ce geste venant de la partie suédoise de l'Union provoque cependant l'hostilité de la presse norvégienne ; Nansen décide de ne compter que sur les fonds norvégiens et décline la proposition de Dickson.

### Financement
Selon l'estimation initiale de Nansen, le budget de l'expédition se monte à 300 000 couronnes norvégiennes, soit 16 875 £ de l'époque, ce qui correspond approximativement à 1 000 000 € de 2011. Après un discours passionné devant le parlement norvégien, Nansen obtient une subvention de 200 000 couronnes, le solde étant apporté par des contributeurs privés, dont 20 000 du roi de Suède et de Norvège, Oscar II, ou encore 300 £ de la Royal Geographical Society. Nansen a sous-estimé les financements nécessaires, le coût du navire seul étant déjà supérieur à la somme en sa possession. Un nouvel appel national à contribution permet d'obtenir 80 000 couronnes supplémentaires du parlement et d'atteindre la somme totale de 445 000 couronnes norvégiennes. Selon les dires de Nansen, il comble le reste des besoins sur ses propres deniers. Cependant, son biographe, Roland Huntford, relève que le déficit final de 12 000 couronnes est épongé par deux riches mécènes : Axel Heiberg et un expatrié anglais, Charles Dick.

### Navire

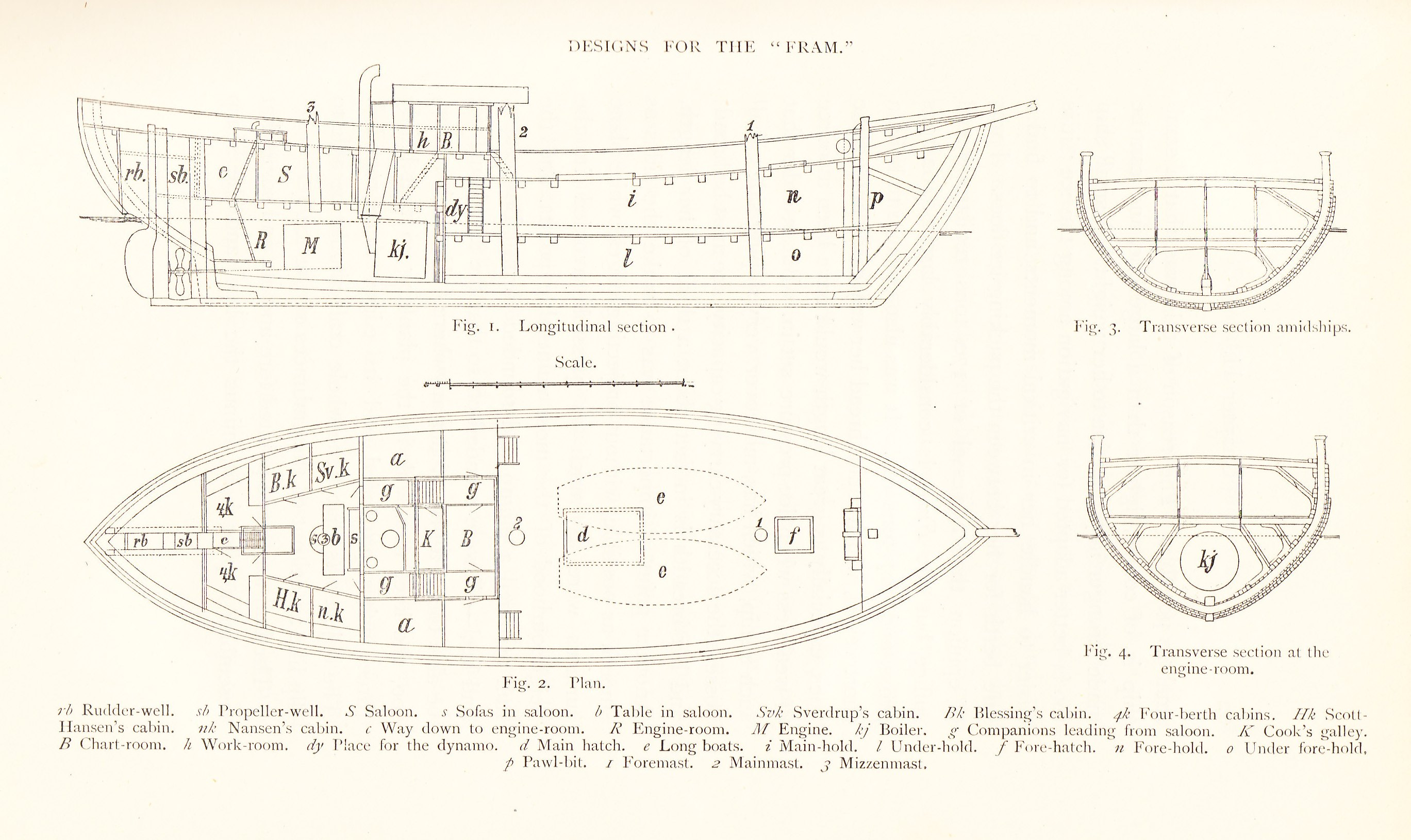
Coupes et plans du Fram, tels que convenus entre Nansen et le constructeur naval Colin Archer.

Pour concevoir et construire son navire, Nansen choisit Colin Archer, l'un des plus renommés architectes et constructeurs navals norvégiens de l'époque. Archer est particulièrement connu pour son dessin particulier de la coque qui combine une bonne maniabilité et un faible tirant d'eau. C'est un pionnier de la conception de navires à « double extrémité » où la traditionnelle poupe est remplacée par une simple ligne, augmentant la maniabilité. Nansen rapporte qu'Archer réalise de nombreux plans successifs du navire, tous les modèles étant préparés puis abandonnés les uns après les autres. Les deux hommes finissent par trouver un terrain d'entente sur la conception du navire et signent la commande le 9 juin 1891.
Fridtjof Nansen veut son navire dans l'année ; il est impatient de prendre la mer avant que quelqu'un d'autre ne reprenne son idée et ne le devance. La particularité la plus visible du navire est la rondeur de sa coque, conçue pour éviter que la glace n'y trouve de prise. Proue, poupe et quille sont arrondies et les flancs sont lissés pour, selon les mots de Nansen, que le navire « glisse comme une anguille hors de l'étreinte de la glace ». Pour lui conférer une meilleure résistance, la coque est doublée de chlorocardium rodiei, un arbre d'Amérique du Sud, le plus dur des bois de construction disponibles. Les trois couches de bois formant la coque présentent une épaisseur totale de 60 à 70 cm, allant jusqu'à 1,25 m à la proue, qui est également renforcée par une pointe saillante en fer. Un supplément de résistance est enfin fourni par des traverses et des croisillons sur toute la longueur de la coque.

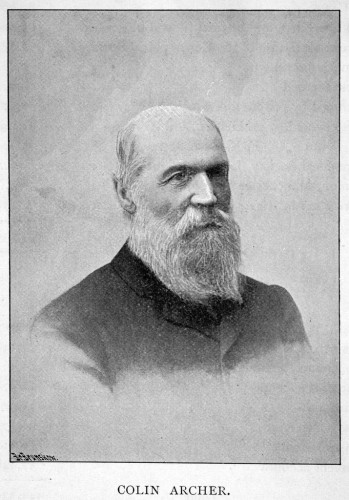
Colin Archer, concepteur et constructeur du Fram

Le bateau est gréé en trois-mâts goélette, avec une voilure d'une surface totale de 560 m2. Son moteur auxiliaire, d'une puissance 220 chevaux, permet d'atteindre une vitesse de 7 nœuds. Cependant, la vitesse et les qualités de navigation restent secondaires par rapport à la fourniture d'une structure sûre et résistante à Nansen et son équipage pendant une dérive pouvant durer plusieurs années. Une attention particulière est portée à l'isolation thermique des pièces de vie. Avec une jauge brute d'environ 400 tonneaux, le navire est considérablement plus large que les prévisions de Nansen. Il mesure 39 m de long pour 11 m de large, un ratio juste supérieur à trois pour un qui lui donne une apparence trapue inhabituelle pour ce type de navire,. Cette forme étrange est expliquée par Archer : « un bateau construit pour répondre exclusivement aux objectifs de Nansen diffère obligatoirement de manière significative de tous les autres navires connus ». Le 6 octobre 1892, sur les chantiers d'Archer à Larvik, le bateau est lancé par la femme de Nansen, Eva, après une brève cérémonie. Le navire est baptisé Fram, ce qui peut se traduire par « en avant ».

### Équipage
Pour son expédition au Groenland en 1888-1889, Nansen a pris ses distances avec le schéma traditionnel des grandes expéditions menées par une large équipe, avec de grands navires et un fort soutien logistique, comptant plutôt sur un petit groupe d'hommes très entraînés. Utilisant le même principe pour l'expédition du Fram, Nansen sélectionne un groupe limité à douze hommes, parmi les milliers de candidatures qui affluent du monde entier. L'un des candidats est le jeune Roald Amundsen, 20 ans à l'époque, futur conquérant du pôle Sud, dont la mère empêche le départ. L'explorateur anglais Frederick Jackson fait également acte de candidature mais Nansen ne veut que des Norvégiens parmi son équipage et Jackson organise donc sa propre expédition vers la terre François-Joseph.
En tant que capitaine du navire et comme second de l'expédition, Nansen choisit Otto Sverdrup, un marin expérimenté qui a également pris part à la traversée du Groenland. Theodore Jacobsen, qui a longtemps navigué dans l'Arctique sur un sloop, devient second du Fram et le jeune lieutenant de marine Sigurd Scott Hansen est chargé des observations météorologiques et magnétiques de l'expédition. Le docteur du bord, également botaniste de l'expédition, est Henrik Blessing, qui obtient son diplôme de médecine peu avant le départ du Fram. Lieutenant de réserve de l'armée et expert de la conduite d'attelage de chiens, Hjalmar Johansen est si déterminé à prendre part à l'expédition qu'il accepte de rejoindre l'équipage en tant que chauffeur du moteur, le dernier poste disponible, de même qu'Adolf Juell, qui, avec ses 20 ans d'expérience des mers arctiques en tant que capitaine et lieutenant, devient cuisinier de l'expédition. Ivar Mogstad est administrateur de l'hôpital de Gaustad, mais ses compétences de bricoleur et de mécanicien impressionnent Nansen. L'homme le plus âgé de l'équipe, à 40 ans, est le premier mécanicien Anton Amundsen. Le second mécanicien, Lars Pettersen, cache sa nationalité suédoise à Nansen, et même si elle est rapidement découverte par ses coéquipiers, il est autorisé à participer à l'expédition, seul non-Norvégien de l'équipage. Les autres membres de l'expédition sont Peter Henriksen, harponneur, Bernhard Nordahl, électricien, et Bernt Bentzen, ce dernier rejoignant le projet au pied levé à Tromsø, treizième et dernier membre à prendre part au voyage,.

## Expédition

Trajets de l'expédition Fram entre 1893 et 1896 :
Trajet du Fram vers l'est, depuis Vardø le long de la côte de Sibérie, avant de virer au nord pour entrer dans la banquise près des îles de Nouvelle-Sibérie (juillet – septembre 1893)
Dérive du Fram vers le nord et l'ouest, jusqu'au Spitzberg (septembre 1893 – août 1896)
Marche de Nansen et Johansen sur les glace pour atteindre le record jusqu'à 86° 13,6' N, et repli vers cap Flora dans l'archipel François-Joseph (mars 1895 – juin 1896)
Retour de Nansen et Johansen à Vardø depuis cap Flora (août 1896)
Voyage du Fram du Spitzberg jusqu'à Tromsø (août 1896)

### Voyage vers la glace
Avant le début du voyage, Nansen décide de changer ses plans : au lieu de suivre la route de la Jeannette vers les îles de Nouvelle-Sibérie, via le détroit de Béring, il préfère un trajet plus court, suivant la route ouverte par Nordenskiöld à travers le passage du Nord-Est le long des côtes du Nord de la Sibérie. Le Fram quitte Christiania le 24 juin 1893, salué par des coups de canon et les encouragements de milliers de sympathisants. Ces adieux sont les premiers d'une longue série qui se poursuit tout au long de la remontée des côtes norvégiennes par le Fram, notamment à Bergen le 1er juillet, où est donné un grand banquet en l'honneur de Nansen, Trondheim le 5 juillet et Tromsø, au nord du cercle polaire arctique, une semaine plus tard. Vardø est la dernière escale norvégienne, où le Fram arrive le 18 juillet. Une fois les dernières provisions embarquées, Nansen, Sverdrup, Hansen et Blessing passent leurs dernières heures à terre dans un sauna,. Le Fram quitte Vardø le 21 juillet, suivant la route du passage du Nord-Est initiée par Nordenskiöld en 1878-1879, le long de la côte septentrionale de la Sibérie.
La première partie du voyage emmène le Fram à travers la mer de Barents, vers la Nouvelle-Zemble et ensuite vers l'établissement russe de Khabarova où les attend le premier groupe de chiens. Le 3 août, le Fram lève l'ancre et s'engage avec précaution vers l'est à travers la mer de Kara. Peu de navires ont déjà parcouru la mer de Kara, dont les cartes sont largement incomplètes. Le 18 août, dans la zone du delta du Ienisseï, une île non répertoriée est découverte. Elle est nommée île Sverdrup, d'après le nom du capitaine du Fram,. Le Fram navigue alors vers la péninsule de Taïmyr et le cap Tcheliouskine, le point le plus septentrional du continent eurasiatique. De lourdes masses de glace ralentissent les progrès de l'expédition et, à la fin du mois d'août, l'équipe prend quatre jours pour réparer et nettoyer la chaudière. L'équipage fait également l'expérience du phénomène dit d'eau morte, où la progression du navire est fortement ralentie par la friction d'une couche d'eau douce surmontant l'eau salée, plus dense. Le 9 septembre, un large passage libre de glace s'ouvre devant le Fram qui peut alors doubler le cap Tcheliouskine — il est seulement le second navire à le faire, après le Vega de Nordenskiöld en 1878 — et entrer dans la mer des Laptev.
Alors que les glaces l'empêchent d'atteindre l'embouchure du fleuve Oleniok, où les attend un second groupe de chiens, le Fram s'engage en direction du nord et de l'est vers les îles de Nouvelle-Sibérie. Nansen espère trouver la mer libre de glace jusqu'à 80° nord et pénétrer ensuite dans la banquise. Cependant, le 20 septembre, la glace est signalée par 78° nord. Le Fram suit alors la limite de la banquise avant de s'arrêter dans une petite baie, un peu au-dessous des 78°. Le 28 septembre, il devient évident que la glace ne se brisera plus et les chiens sont déplacés vers un chenil sur la glace. Le 5 octobre, le gouvernail est relevé en position de sécurité et, selon les mots de Scott Hansen, le bateau est « bel et bien amarré pour l'hiver ». Sa position est alors 78° 49′ 00″ N, 132° 53′ 00″ E,.

### Première phase de la dérive
Le 9 octobre, le Fram vit sa première expérience de la pression des glaces. La conception du navire est rapidement mise à l'épreuve et donne raison à Archer, le navire se soulevant et descendant au gré des pressions ; la glace n'ayant aucune prise sur sa coque. Les premières semaines sont par ailleurs décevantes, la dérive aléatoire des glaces mène le Fram alternativement vers le nord puis vers le sud. Au 19 novembre, après six semaines de dérive, le Fram se trouve par une latitude inférieure à celle à laquelle il s'est laissé prendre par les glaces.

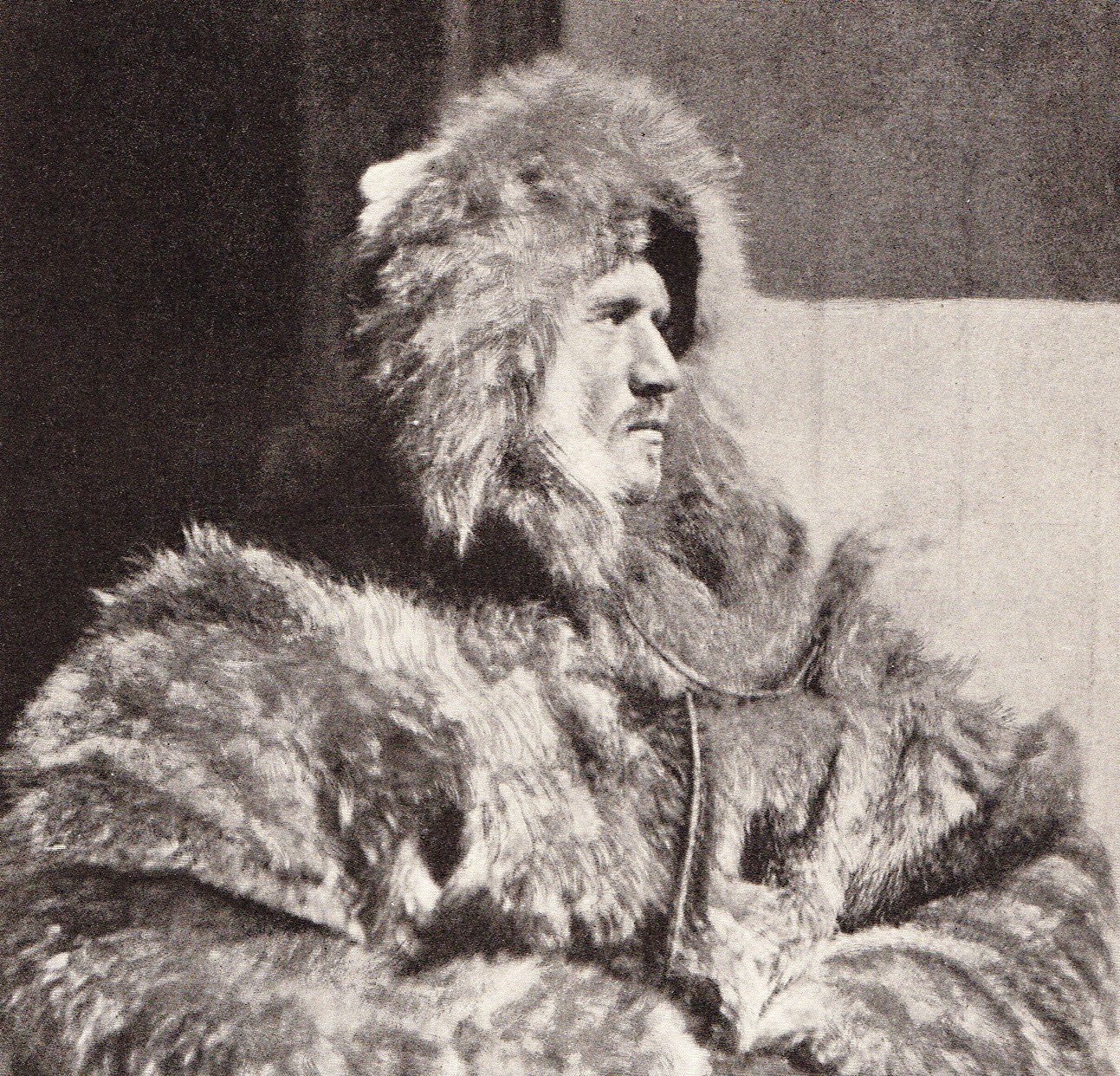
Hjalmar Johansen, chauffeur du Fram et expert en chien de traîneau, compagnon choisi par Nansen pour sa course folle vers le pôle Nord.

Après la disparition du soleil le 25 octobre, le navire est éclairé électriquement à l'aide d'un générateur fonctionnant à l'énergie éolienne. L'équipage s'installe dans une routine confortable où l'ennui et l'inactivité sont les principaux ennemis. Les hommes commencent à s'irriter les uns les autres et quelques combats éclatent même parfois. Nansen tente de lancer un journal mais le projet est rapidement abandonné par manque d'intérêt. De petites tâches sont entreprises et les observations scientifiques maintenues mais aucune n'est urgente. Nansen exprime sa frustration dans son journal : « cette inactivité est absolument énervante ; j'éprouve un impérieux besoin d'exercice violent. Qu'un ouragan n'arrive-t-il et ne secoue-t-il cette banquise en hautes vagues ! Qu'au moins nous puissions lutter et faire quelque chose ! ». Après le changement d'année, en janvier 1894, la dérive mène enfin le navire dans la direction générale du nord. Les 80° de latitude sont dépassés le 22 février.
Sur la base de la direction aléatoire et de la faible vitesse de la dérive, Nansen calcule alors qu'il faudra environ cinq ans pour atteindre le pôle. Il évoque avec Henriksen et Johansen la possibilité de réaliser un raid avec chiens et traîneaux, depuis le Fram jusqu'au pôle, mais ils ne prennent aucune décision. La première tentative de Nansen de mener un attelage de chiens est un échec, mais il persévère et obtient progressivement de meilleurs résultats. Il découvre également que la vitesse d'un homme en ski de fond est la même que celle d'un traîneau chargé tiré par des chiens. Les hommes peuvent ainsi voyager seuls, mus par leurs propres moyens et la charge des traîneaux augmentée en conséquence. Cette découverte, selon le biographe et historien Roland Huntford, entraîne une révolution dans les modes de locomotion des expéditions polaires.

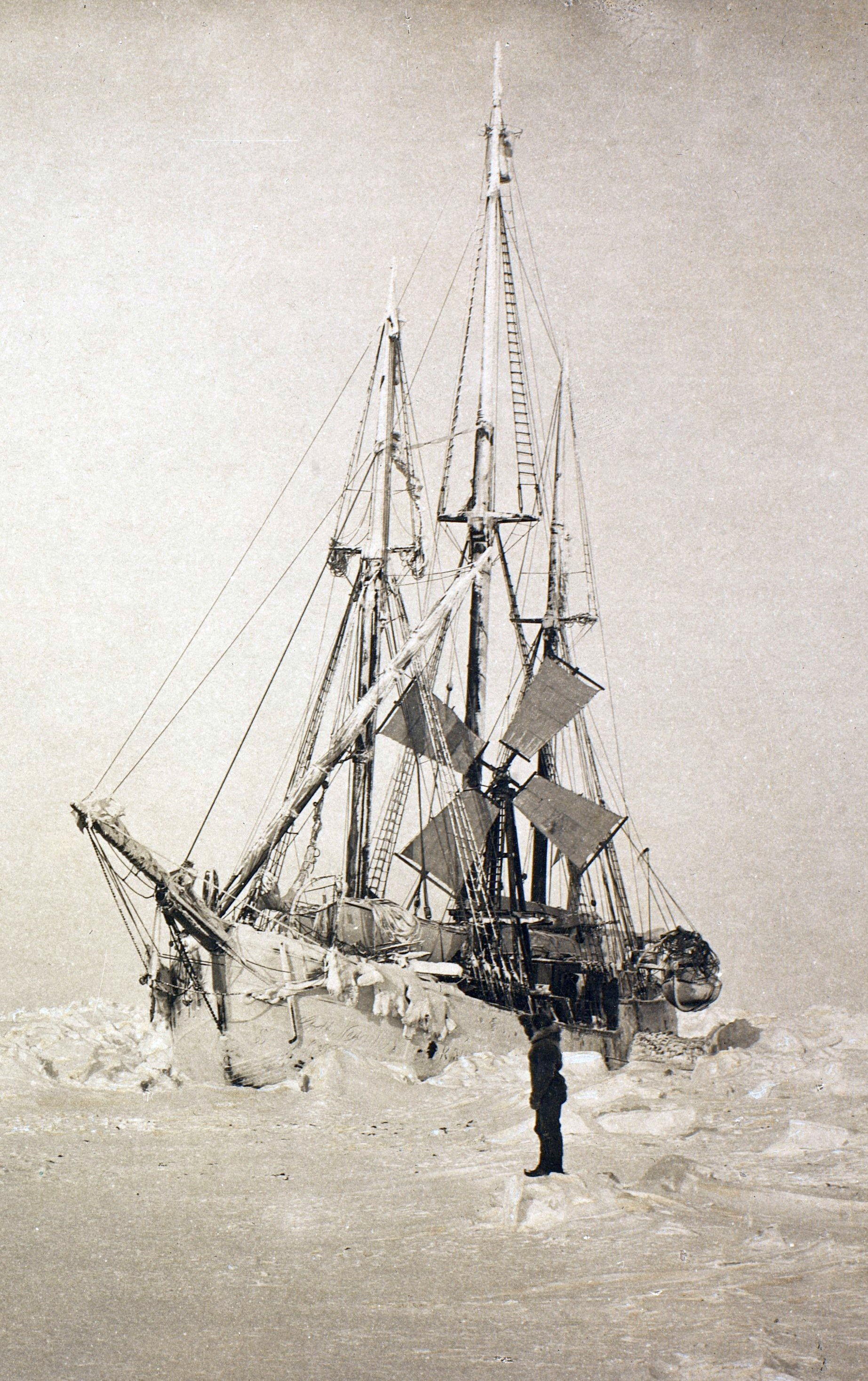
Le Fram, pris dans les glaces, en mars 1894.

Le 19 mai, deux jours après la célébration de la fête nationale norvégienne, le Fram dépasse les 81° de latitude nord, ce qui indique une augmentation notable de la vitesse de la dérive vers le nord, même si celle-ci atteint à peine 1,6 km par jour. Avec la conviction croissante qu'un raid en traîneau est nécessaire pour atteindre le pôle, Nansen décide qu'à partir de septembre que chaque homme doit s'exercer au ski pendant deux heures par jour. Le 16 novembre, il fait part de ses intentions à l'équipage : il abandonnera le navire et fera route vers le pôle avec un compagnon une fois les 83° dépassés. Une fois le pôle atteint, ils reviendront en direction de la terre François-Joseph puis feront la traversée jusqu'au Spitzberg où ils espèrent trouver un navire pour les ramener en Norvège. Trois jours plus tard, il demande à Hjalmar Johansen, le plus expérimenté des conducteurs de chiens parmi l'équipage, de se joindre à lui dans ce périple.
L'équipage passe les mois qui suivent à préparer le futur raid vers le pôle. Ils construisent des traîneaux pour faciliter la traversée de terrains accidentés et préparent des kayaks sur le modèle de ceux des Inuits, en prévision de la traversée d'étendues d'eaux. Des essais sans fin sont menés sur les vêtements et autres équipements à emporter. Des secousses violentes et prolongées frappent le navire le 3 janvier 1895. L'équipage abandonne le Fram deux jours plus tard, s'attendant à ce qu'il soit broyé par les glaces. La pression faiblit cependant et les hommes peuvent reprendre possession du navire, ainsi que les préparatifs du voyage de Nansen et Johansen. Après l'excitation due à cet épisode, l'équipage remarque que le Fram a dépassé le point le plus au nord jamais atteint, « Farthest North », qui était l'œuvre de l'expédition de Greely avec 83° 24'. Le 8 janvier, le Fram se trouve à une latitude de 83° 34'.

### Marche vers le pôle

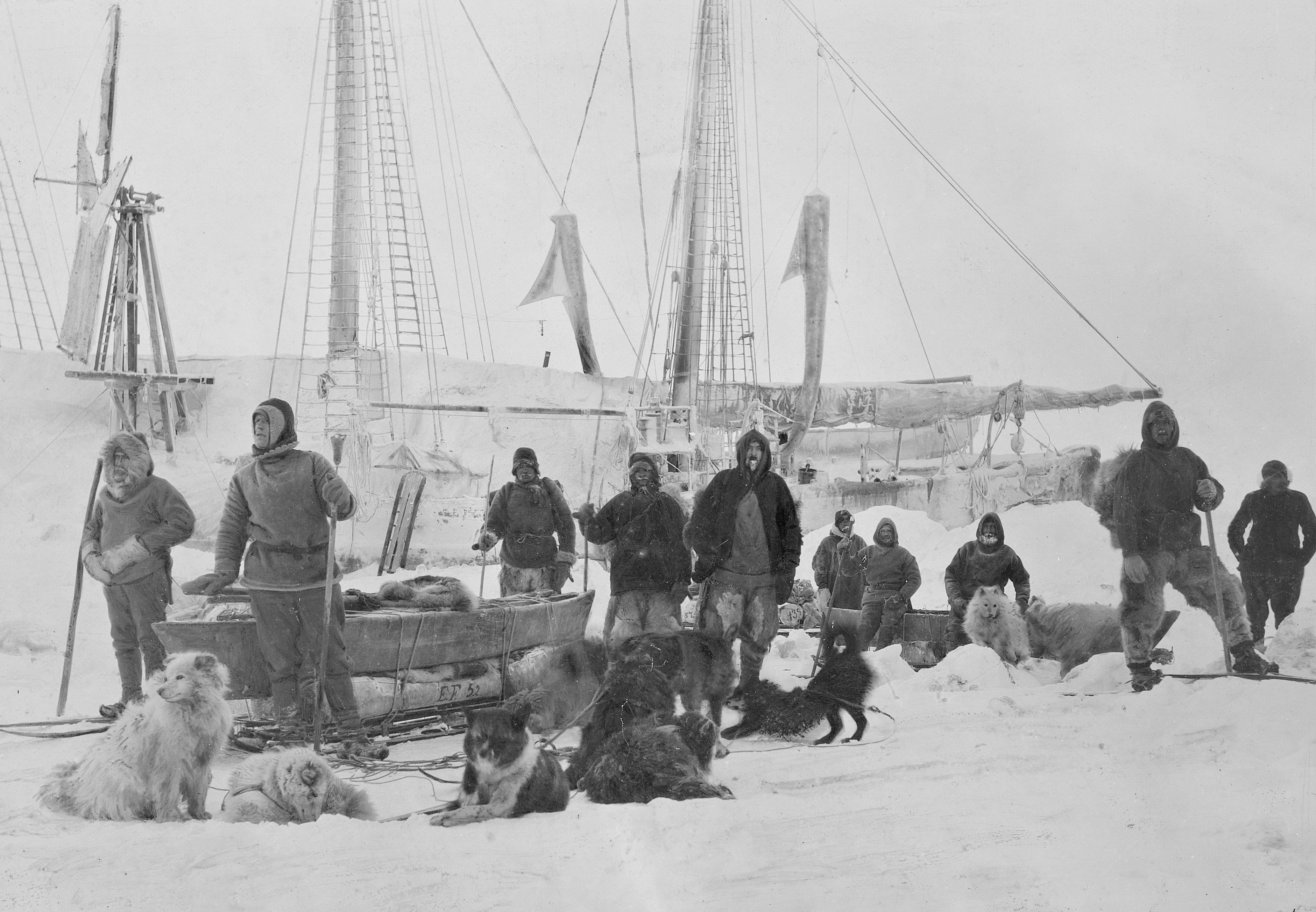
Nansen et Johansen au départ de leur voyage vers le pôle, le 14 mars 1895. Nansen est le grand personnage, le deuxième en partant de la gauche ; Johansen est debout, deuxième en partant de la droite.

Le 17 février, Fridtjof Nansen commence à rédiger une lettre d'adieu à sa femme Eva, écrivant que s'il lui arrive un accident « tu sauras que ton image occupera mes dernières pensées ». Il lit également tout ce qu'il a à sa disposition sur la terre François-Joseph, sa destination après avoir atteint le pôle. L'archipel a été découvert en 1873 par Julius von Payer et seulement partiellement cartographié. Elle est cependant réputée pour abriter d'innombrables ours et phoques et Nansen y voit une excellente source de nourriture sur le chemin du retour à la civilisation.
Le 14 mars, par 84° 4' N, le duo commence sa marche polaire. Il s'agit de leur troisième tentative de quitter le navire. Le 26 février, puis à nouveau le 28, des dégâts sur les traîneaux les forcent à rebrousser chemin rapidement,. Après ces incidents, Nansen révise méticuleusement son équipement, minimise les provisions de voyage, recalcule les poids et réduit le convoi à trois traîneaux, avant de redonner l'ordre du départ. Un groupe support accompagne les deux hommes et partage leur premier camp. Le jour suivant, Nansen et Johansen partent seuls à ski,.
Nansen et Johansen voyagent initialement sur des champs de neige plats. Nansen se donne 50 jours pour couvrir les 660 km qui les séparent du pôle, soit une moyenne journalière de 13 km. Au 22 mars, une observation au sextant montre que les deux hommes ont couvert 120 km en direction du pôle, soit une moyenne de 17 km par jour, malgré des températures très basses, généralement autour de −40 °C, et quelques incidents sans importance comme la perte de l'appareil chargé de mesurer la distance parcourue à traîneau. Cependant, au fur et à mesure de leur avancée, la surface de la banquise devient de plus en plus irrégulière, ce qui rend le ski plus difficile et ralentit leur progression. Une observation au sextant faite le 29 mars, indique une position de 85° 56' N. Ils se sont donc rapprochés du pôle de 87 km mais leur moyenne journalière a significativement chuté. Plus inquiétant, une lecture du théodolite montre qu'ils ne se trouvent qu'à une latitude de 85° 15' N et ils n'ont aucun moyen de savoir quel instrument donne leur position réelle. Ils réalisent alors également qu'ils font face à une dérive en direction du sud et que les distances parcourues ne correspondent pas nécessairement à une progression équivalente vers le nord. Le journal de Johansen indique ses doutes : « Mes doigts sont détruits. Mes moufles sont congelées... Cela devient de plus en plus dur... Dieu seul sait ce qui va advenir de nous ».

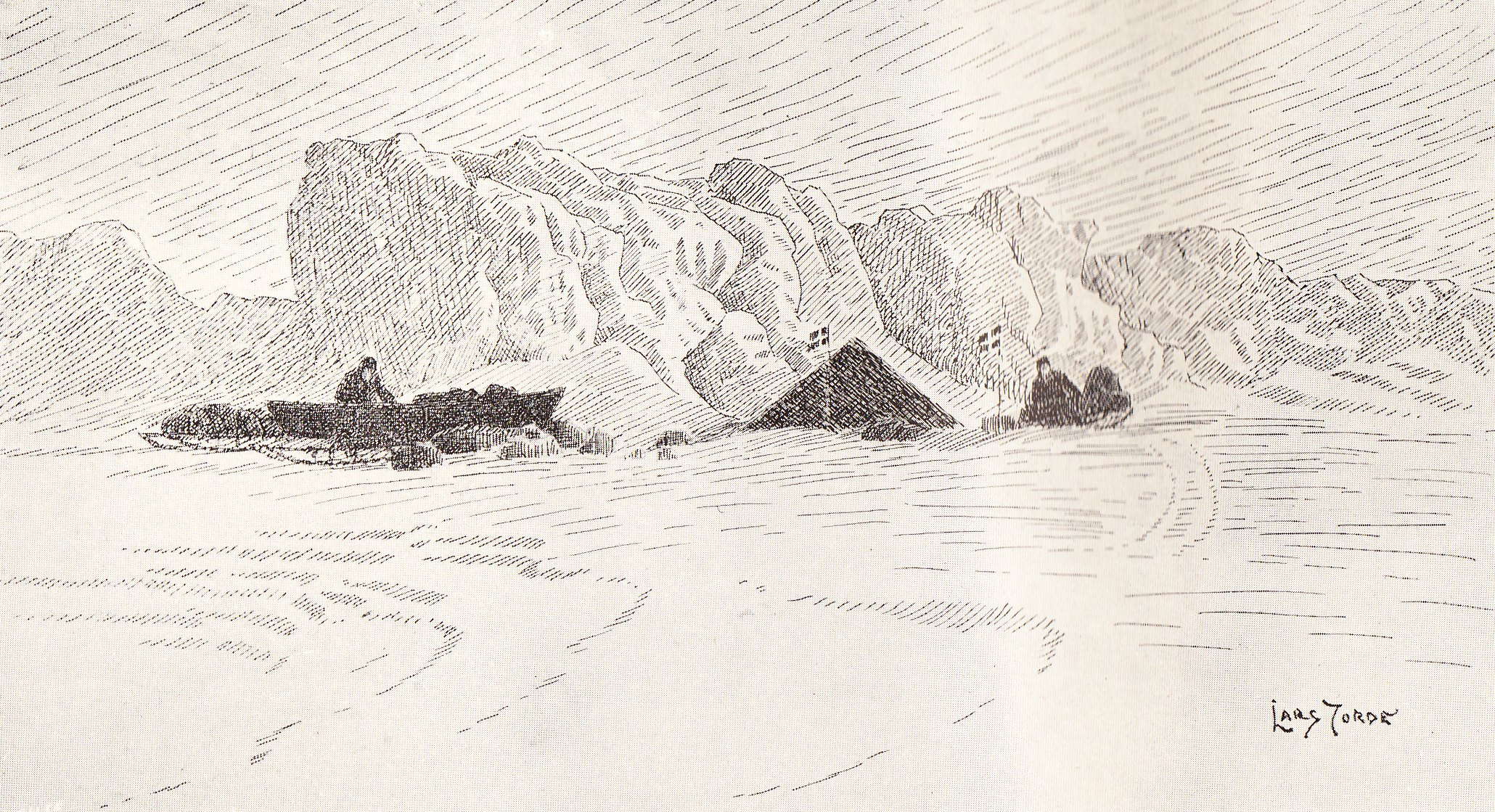
Vue artistique du camp établi au point le plus septentrional atteint par Nansen et Johansen, par 86° 13' 6" N, le 7 avril 1895.

Le 3 avril, après plusieurs jours d'une progression difficile, Nansen commence à se demander si le pôle n'est finalement pas hors d'atteinte. Même si la surface de la banquise s'améliore, leurs provisions ne sont plus suffisantes pour atteindre le pôle et revenir jusqu'à la terre François-Joseph. Le jour suivant, le calcul de leur position donne un décevant 86° 3'. Nansen confie à son journal qu'il « commence à croire qu'il sera sage de suspendre bientôt notre marche vers le nord ». Après avoir établi un camp le 7 avril, Nansen repère les alentours à la recherche d'un chemin vers le nord, mais n'aperçoit qu'« un chaos de glace tourmenté ». Il décide de renoncer à poursuivre vers le nord et de faire route vers le cap Fligely, sur la terre François-Joseph. Nansen enregistre la latitude de leur dernier campement à 86° 13' 6" N, près de trois degrés plus au nord que le point atteint par Greely, précédent Farthest North.

### Retraite vers la terre François-Joseph
Le changement de direction vers le sud-ouest procure de bien meilleures conditions de voyage, probablement parce que le trajet vers la terre François-Joseph est à peu près parallèle aux lignes de contrainte de la glace et non plus perpendiculaire comme auparavant. L'avancée est rapide, Nansen remarque même que « si cela continue, le retour sera beaucoup plus rapide que prévu ». Cependant, le journal fait également part d'un incident ce même jour : les deux hommes oublient tous deux de remonter leur montre. Même si le journal de Nansen minimise l'incident, le fait peut s'avérer grave,. En effet, sans l'heure exacte, ils ne peuvent calculer leur longitude avec certitude et donc maintenir un cap précis en direction de la terre François-Joseph. Ils règlent à nouveau leurs montres selon l'estimation faite par Nansen de leur longitude, soit 86° E. S'ils se trouvent plus à l'ouest que les calculs de Nansen, ils pourraient complètement manquer la terre François-Joseph et se diriger droit dans l'Atlantique.
La direction de la dérive passe au nord, ralentissant la progression de Nansen et Johansen. Le 18 avril, après onze jours de voyage depuis le début de la retraite, ils n'ont parcouru que 74 km vers le sud. Ils traversent ensuite des terrains plus accidentés avec de larges étendues d'eau libre. Autour du 20 avril, ils sont encouragés par la rencontre avec un tronc de mélèze dressé sur la glace, le premier objet provenant de terre qu'il leur est donné de voir depuis que le Fram s'est laissé prendre dans les glaces. Johansen y grave leurs initiales, avec la date du jour et leur latitude, 85° 30' N. Quelques jours plus tard, ils remarquent les traces d'un renard polaire, la première trace d'un être vivant depuis leur départ du Fram. D'autres traces apparaissent bientôt, et Nansen commence à penser que la terre n'est plus très loin.

Carte de la terre François-Joseph, montrant le trajet de Nansen et Johansen à travers les îles d'août 1895 à juin 1896.

La latitude de 84° 3' N calculée au 9 mai est décevante, Nansen espérant être plus au sud. Cependant, tout au long du mois de mai, ils commencent à rencontrer des traces d'ours et à la fin du mois, ils aperçoivent même de nombreux phoques, mouettes et baleines. Selon les calculs de Nansen, ils atteignent 82° 21' N le 31 mai, ce qui les place à 93 km du cap Fligely, si la longitude est exacte. Avec l'arrivée de la chaleur, la glace commence à se briser, rendant le trajet plus difficile. Depuis le 24 avril, des chiens sont tués à intervalles réguliers pour nourrir les survivants. Au début du mois de juin, il n'en reste plus que sept sur les vingt-huit du départ. Le 21 juin, le duo se débarrasse de tous ses équipements et provisions superflus, afin de voyager léger en se nourrissant des produits de la chasse, notamment des nombreux phoques et oiseaux maintenant visibles. Après une journée de ce voyage, ils sont stoppés par l'état de la glace trop instable pour voyager à pied mais trop dense pour mettre les kayaks à l'eau. Ils décident de se reposer sur un bloc de glace dérivant en attendant la débâcle, d'étancher leurs kayaks et de reprendre des forces pour la prochaine étape de leur voyage. Ils campent sur le bloc de glace durant un mois entier.
Le 23 juillet, un jour après avoir quitté leur campement, Nansen entrevoit un premier bout de terre. Il écrit « Terre en vue ! Pour la première fois depuis deux ans, nous voyons quelque chose s'élever au-dessus de l'horizon blanc de la banquise. Une nouvelle vie commence pour nous ». Dans les jours qui suivent, les deux hommes luttent pour atteindre cette terre, qui ne semble cependant pas se rapprocher, même si, à la fin de juillet, ils peuvent entendre le son des vagues se brisant sur la côte. Le 4 août, ils survivent à l'attaque d'un ours polaire et deux jours plus tard, ils atteignent l'extrémité de la glace. Seule une étendue d'eau les sépare de la terre. Le 6 août, ils tuent les deux derniers chiens samoyèdes, un mâle nommé Kaifa et une femelle nommée Suggen, transforment les kayaks en catamaran, en les reliant à l'aide des traîneaux et des skis, et montent une voile.
Cette première terre, atteinte le 14 août, Nansen la nomme Hvidtenland (« île blanche »). Après avoir campé sur le pied de glace, ils font l'ascension d'un promontoire pour repérer les environs. Ils se situent dans un archipel, mais ce qu'ils ont sous les yeux ne ressemble en rien à la carte incomplète de la terre François-Joseph en leur possession. Ils ne peuvent que continuer vers le sud, en espérant reconnaître un lieu qui leur permette de déterminer précisément leur position. Le 16 août, Nansen identifie timidement un relief comme étant le cap Felder, repéré sur la carte de Payer sur la côte occidentale de la terre François-Joseph. L'objectif de Nansen est alors d'atteindre une cabane et des provisions laissées par une précédente expédition dans un lieu nommé « port Eira », à l'extrémité sud de l'île. Cependant, des vents contraires et une glace instable rendent impossible la progression des deux hommes. Le 28 août, Nansen décide, qu'avec un nouvel hiver polaire qui s'approche, ils doivent rester où ils sont et attendre le printemps suivant,.

### Vers le cap Flora

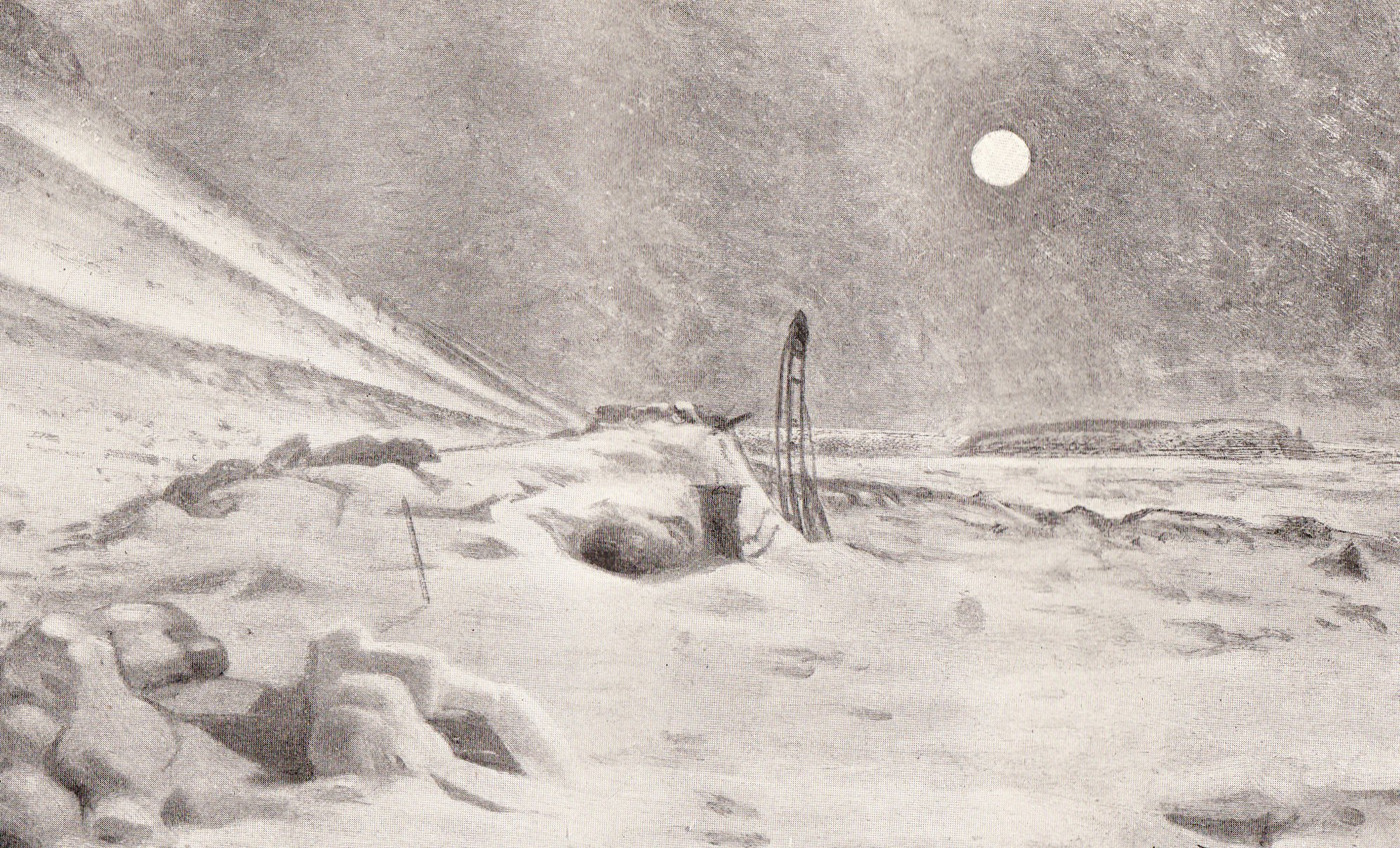
La cabane où Nansen et Johansen passent l'hiver sur la terre François-Joseph, couverte de neige, d'après une photographie de Nansen.

Comme base pour leurs quartiers d'hiver, Nansen et Johansen s'installent sur une plage au fond d'une anse abritée, avec quantité de pierres et de mousses comme matériaux de construction. Ils creusent un trou d'environ un mètre de profondeur, ils élèvent des murs à l'aide de pierres et étendent des peaux de morse au sommet pour former un toit. Une cheminée est improvisée à l'aide de neige et d'os de morses. Cet abri, qu'ils nomment « le Trou », est achevé le 28 septembre. Leur situation n'est pas du plus grand confort mais leur vie n'est pas menacée. Ils ont à disposition une grande quantité d'ours, de morses et de phoques à stocker dans leur garde-manger. Leur principal ennemi est l'ennui. Pour passer le temps, ils en sont réduits à lire et à relire un almanach et les tables de navigation de Nansen, à la lueur de leur lampe à base de graisse de baleine.
Les deux hommes fêtent Noël en s'autorisant la consommation de pain et de chocolat provenant des rations emportées sur leurs traîneaux. Pour le réveillon du Nouvel An, Johansen note que Nansen finit par s'adresser à lui de manière moins formelle, abandonnant les formules utilisées jusqu'alors — « M. Johansen » ou « professeur Nansen »,. Pour le Nouvel An, ils se fabriquent des vêtements d'extérieur, vestes et pantalons, à partir d'un sac de couchage usé, pour préparer la reprise de leur trajet à l'arrivée des beaux jours. Le 19 mai 1896, après des semaines de préparation, ils sont prêts au départ. Nansen laisse un document dans la cabane, pour informer d'éventuels explorateurs de leur situation. Il écrit : « Nous nous dirigeons vers le sud-ouest, le long de la côte, avant de traverser en direction du Spitzberg ».
Pendant plus de deux semaines, ils suivent les côtes en direction du sud. Rien de ce qu'ils aperçoivent ne semble correspondre à la carte sommaire de l'archipel François-Joseph en leur possession. Nansen s'imagine être au milieu d'îles non répertoriées entre le Spitzberg et la terre François-Joseph. Le 4 juin, un réchauffement des conditions climatiques leur permet d'utiliser les kayaks pour la première fois depuis le départ de leurs quartiers d'hiver. Une semaine plus tard, Nansen est obligé de plonger dans l'eau glacée pour rattraper les kayaks qui, mal attachés, sont partis à la dérive. Il réussit à atteindre les embarcations et à se hisser à bord dans un dernier effort. Malgré son état proche de l'hypothermie, il ramène les kayaks sur le rivage, tout en tuant deux oiseaux aperçus près de l'embarcation.

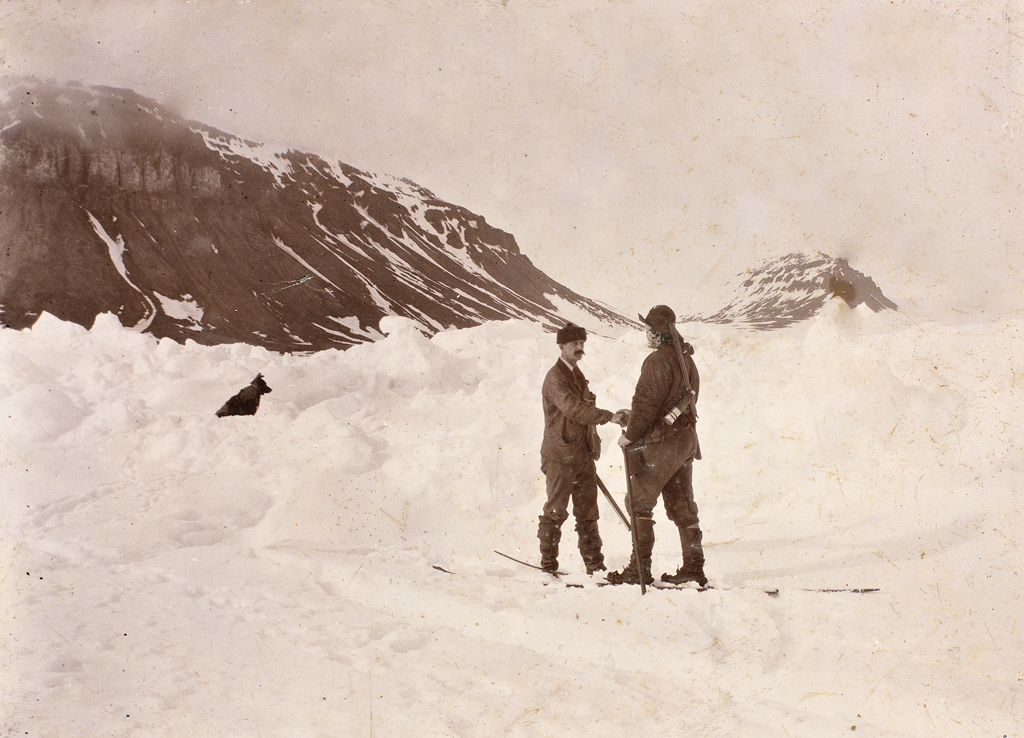
La rencontre entre Nansen et Jackson, vers cap Flora, sur l'île Northbrook le 17 juin 1896 (ils posent pour la photo, quelques heures après leur première rencontre).

Le 13 juin, des morses attaquent et endommagent les kayaks, obligeant les deux hommes à faire un arrêt pour réparer les embarcations. Le 17 juin, alors qu'ils se préparent à reprendre la mer, Nansen pense entendre un aboiement et part explorer les environs pour en avoir le cœur net. Il entend plus tard des voix et, quelques minutes après, Nansen rencontre un être humain. Il s'agit de Frederick Jackson, qui s'est lancé dans sa propre expédition vers la terre François-Joseph après avoir été refusé pour l'expédition de Nansen. Il a basé son quartier général au cap Flora sur l'île Northbrook, la plus au sud de l'archipel. La première réaction de Jackson après leur rencontre est de penser avoir affaire à des marins naufragés, possiblement du navire d'approvisionnement Windward, attendu pour l'été. En s'approchant, Jackson aperçoit un « homme grand, vêtu d'un chapeau de feutre trop large et de vêtements épais, aux cheveux et à la barbe en broussaille, empestant le cambouis ». Après un moment d'hésitation, Jackson reconnaît son visiteur : « Vous êtes Nansen, n'est-ce pas ? » lui dit-il. « Oui, je suis Nansen », lui répond l'explorateur.

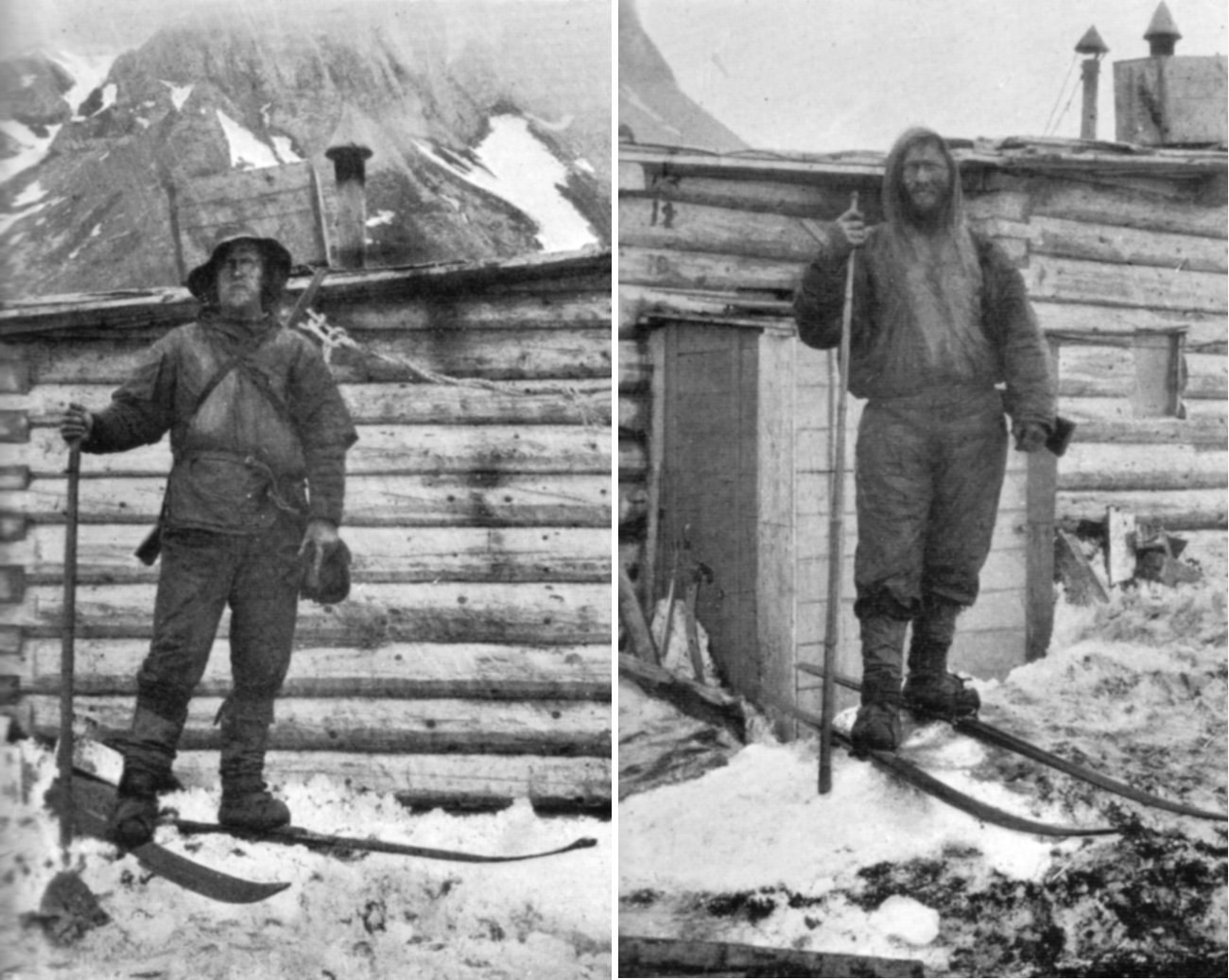
Nansen et Johansen, posant après leur arrivée au cap Flora.

Johansen est récupéré et les deux hommes emmenés à la base du cap Flora, où ils posent pour la photo, dont une rejouant la scène de la rencontre Nansen-Jackson, avant de prendre un bain et de se raser. Les deux hommes sont en bonne santé malgré les épreuves traversées, Nansen a même pris près de 10 kg depuis le début de l'expédition et Johansen 6 kg. En l'honneur de leur sauveteur, Nansen nomme « île Jackson » l'île où ils ont passé l'hiver. Les six semaines suivantes, Nansen n'a pas grand-chose d'autre à faire qu'attendre l'arrivée du Windward, s'inquiétant de devoir passer l'hiver au cap Flora et regrettant parfois de n'avoir pas poussé jusqu'au Spitzberg avec Johansen. Johansen note dans son journal que le Nansen autoritaire et dominateur de l'époque du Fram a laissé place à une personne silencieuse et courtoise, déterminée à ne plus jamais entreprendre pareille expédition. Le Windward arrive le 26 juillet et, le 7 août, avec Nansen et Johansen à son bord, met le cap vers le sud. Il accoste à Vardø le 13 août, où une volée de télégrammes annonce le retour de Nansen.

### Deuxième phase de la dérive

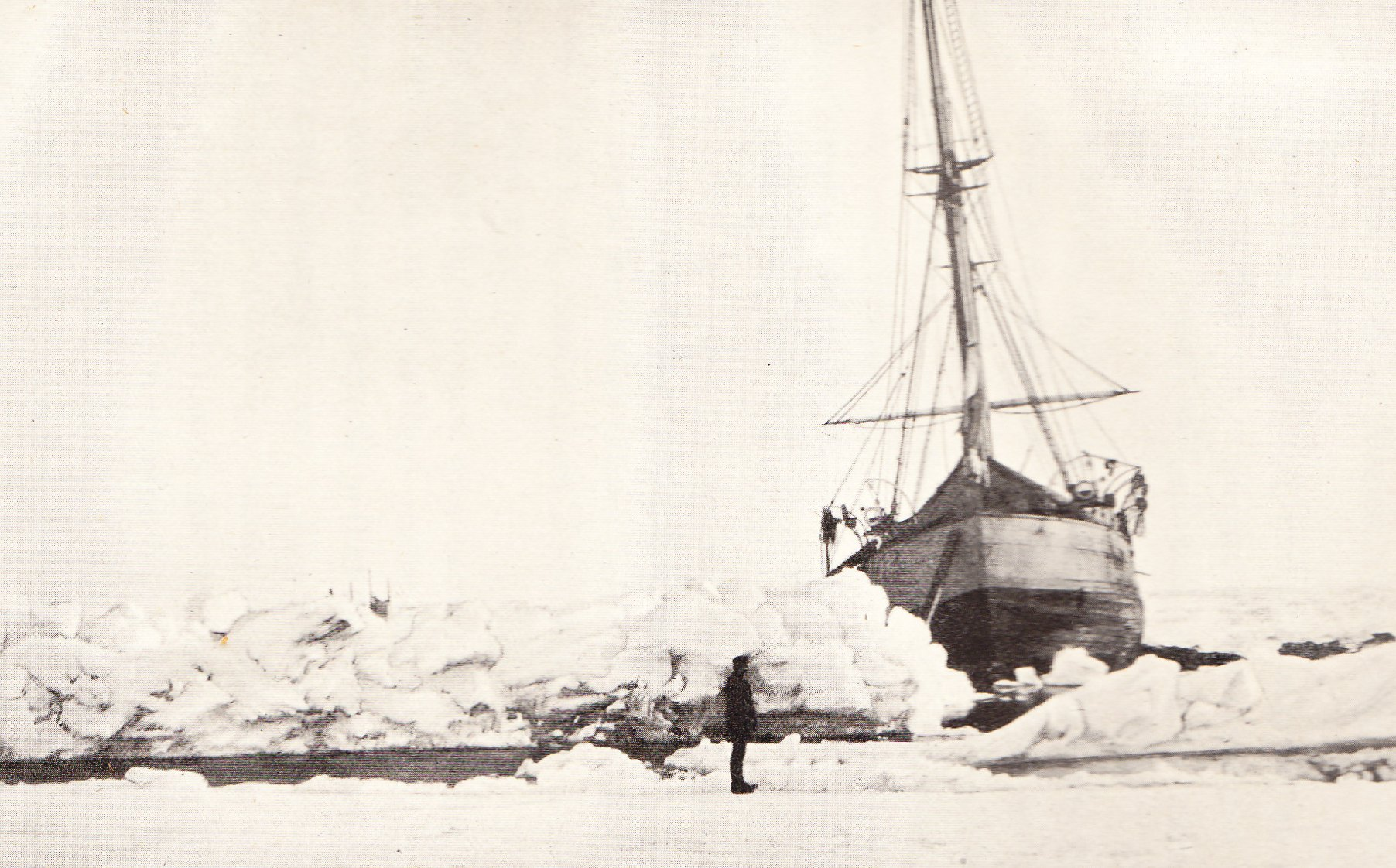
Un chemin dans les glaces s'ouvre devant le Fram, mai 1896.

Avant son départ du Fram, Nansen nomme Sverdrup en tant que chef du reste de l'expédition, avec ordre de poursuivre la dérive vers l'océan Atlantique, à moins que les circonstances n'exigent d'abandonner le navire et de faire route vers la terre. Nansen laisse des instructions détaillées sur les travaux scientifiques à mener, notamment sur la reconnaissance de la profondeur de l'océan et sur la détermination de l'épaisseur de la banquise. Il conclut ainsi « Puissions-nous nous retrouver en Norvège, que ce soit à bord de ce navire ou sans lui ».
La principale tâche de Sverdrup est alors de garder l'équipage occupé. Il ordonne alors un grand nettoyage de printemps et charge une équipe de briser la glace alentour qui risque de déstabiliser le navire. Même si aucun danger immédiat ne menace le Fram, Sverdrup supervise la révision des traîneaux et l'organisation des provisions, au cas où il serait finalement nécessaire d'abandonner le navire et de se diriger vers la terre. Avec l'arrivée de l'été 1895 et ses températures plus clémentes, Sverdrup reprend les exercices de ski. Au milieu de ces activités, un large programme d'observations météorologiques, magnétiques et océanographiques est mené sous la direction de Scott Hansen ; le Fram devient un laboratoire mobile.
Pendant que la dérive se poursuit, l'océan devient de plus en plus profond ; les sondages donnent des profondeurs allant jusqu'à 2 700 m de profondeur, attestant de l'absence de terres aux alentours. Le 15 novembre 1895, le Fram atteint 85° 55' N, à seulement 19 km du record de l'avancée de Nansen vers le pôle. À partir de ce point, la dérive prend principalement la direction du sud et de l'ouest, même si pendant une longue période, aucun progrès n'est perceptible. L'inactivité et l'ennui entraînent les hommes vers la boisson. Scott Hansen note que Noël et le Nouvel An sont fêtés « avec le traditionnel punch chaud et la « gueule de bois » associée ». Il écrit également éprouver de plus en plus de dégoût envers l'ivresse. À la mi-mars 1896, la position du Fram est de 84° 25' N, 12° 50' E, soit juste au nord du Spitzberg. Le 13 juin, un chemin s'ouvre dans les glaces et le Fram redevient un navire à part entière pour la première fois depuis trois ans. Il lui faut encore deux mois avant de retrouver la mer libre, avec l'aide de son canon, et laisser les glaces derrière lui. Il sort de la banquise au nord-ouest du Spitzberg, conformément aux prévisions de Nansen, prouvant la justesse de sa théorie face à ses nombreux détracteurs. Le même jour, le Fram croise la route d'un navire, le Søstrone, en provenance de Tromsø, qui se consacre à la chasse aux phoques. Sverdrup décide de s'en approcher et apprend que personne n'a de nouvelles de Nansen. Le Fram aborde brièvement au Spitzberg, où l'ingénieur explorateur suédois Salomon Andrée prépare le ballon grâce auquel il espère atteindre le pôle. Après un bref passage à terre, Sverdrup et l'équipage prennent le chemin du sud en direction de la Norvège. Ils sont décidés à reprendre immédiatement le chemin de la terre François-Joseph pour aller à la recherche de leurs camarades, dans l'hypothèse où Nansen et Johansen n'auraient pas encore rejoint le continent.

## Accueil et retrouvailles

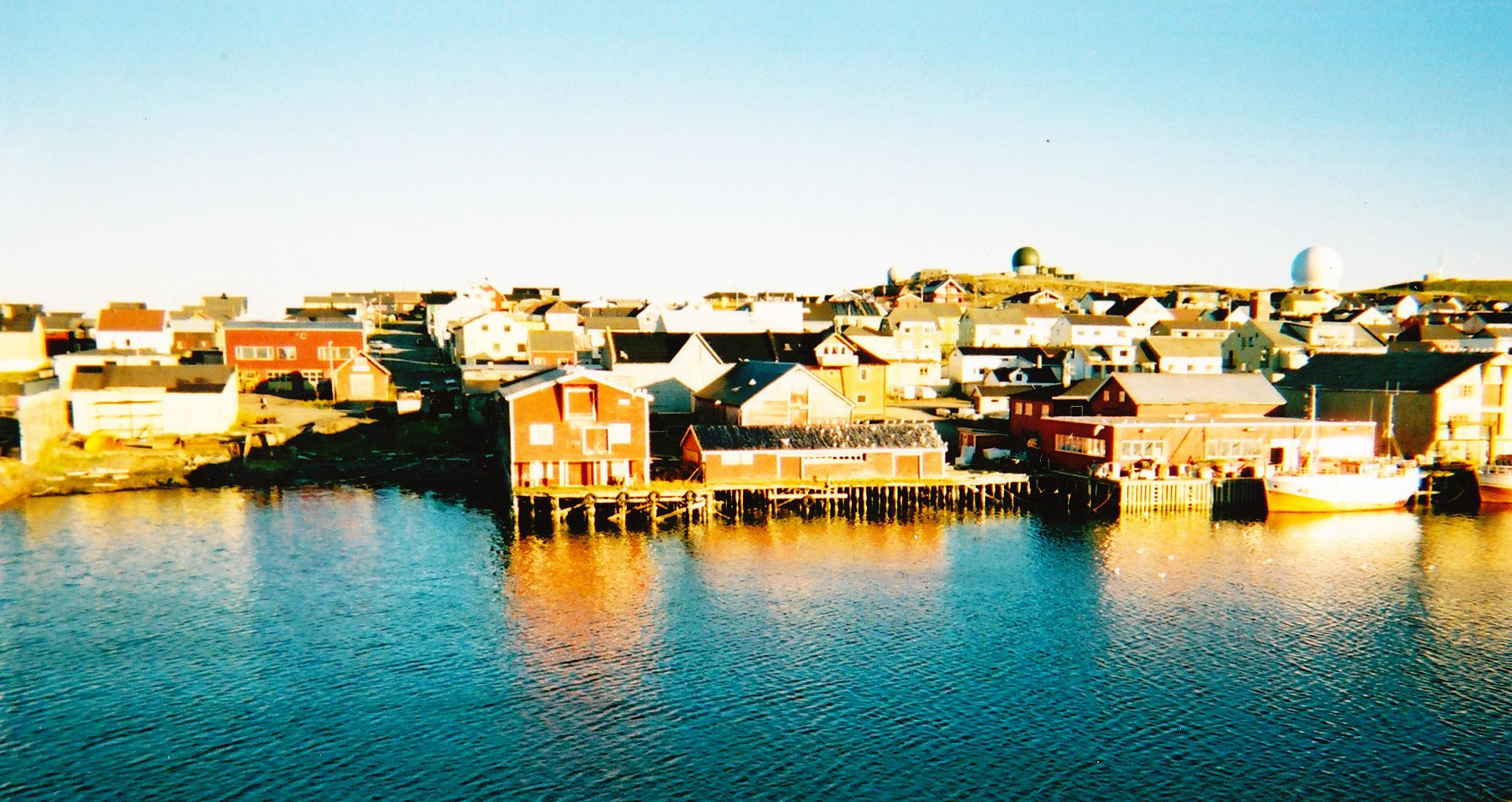
Le port de Vardø, dans le Nord de la Norvège, où Nansen et Johansen abordent le 13 août 1896.

Pendant la durée de l'expédition, de nombreuses rumeurs circulent annonçant que Nansen a atteint le pôle. La première parait dès avril 1894, dans le journal français Le Figaro. En septembre 1895, Eva Nansen est informée que des messages signés par Nansen ont été découverts, « envoyés du pôle Nord ». En février 1896, le New York Times publie une dépêche en provenance d'Irkoutsk, en Sibérie, d'un supposé agent de Nansen, proclamant que Nansen a atteint le pôle et y a trouvé des terres. Charles P. Daly de l'American Geographical Society juge la nouvelle « surprenante » mais, « si elle est avérée, il s'agit de la plus importante découverte depuis longtemps ».
Les experts se montrent sceptiques face à de tels récits, auxquels l'arrivée de Nansen à Vardø fait définitivement perdre tout crédit. À Vardø, Nansen et Johansen sont accueillis par le professeur Mohn, l'artisan de la théorie de la dérive des glaces, qui se trouve par hasard dans la ville. Les deux hommes patientent une semaine en attendant l'arrivée du vapeur postal qui les emmène vers le sud. Le 18 août, ils arrivent à Hammerfest où ils ont droit à une réception enthousiaste. L'absence de nouvelles du Fram préoccupe Nansen. Le 20 août, il apprend que Sverdrup a abordé dans le petit port de Skjervøy, au sud d'Hammerfest, et poursuit sa route vers Tromsø. Le jour suivant, Nansen et Johansen entrent dans le port de Tromsø où ils rejoignent leurs anciens camarades pour d'émouvantes retrouvailles,.
Après quelques jours de fête et de repos, le navire quitte Tromsø le 26 août. Pendant son trajet vers le sud, le Fram est accueilli triomphalement dans chaque port. Escorté à son entrée dans le port par une escadre de navires de guerre, le Fram accoste finalement à Christiania le 9 septembre, où il est accueilli par des milliers de personnes - le plus grand rassemblement que la ville ait connu, selon Huntford. Nansen et son équipage sont reçus par le roi Oscar. Sur le chemin de la réception, ils passent sous un arc de triomphe formé de 200 gymnastes. Nansen et sa famille sont hébergés au palais royal en tant qu'hôtes de marque ; au contraire, Johansen est largement négligé et écrit à ce propos dans son journal qu'« après tout, la vie réelle n'est pas aussi formidable que je me l'imaginais durant notre périple ».

## Bilan et impact

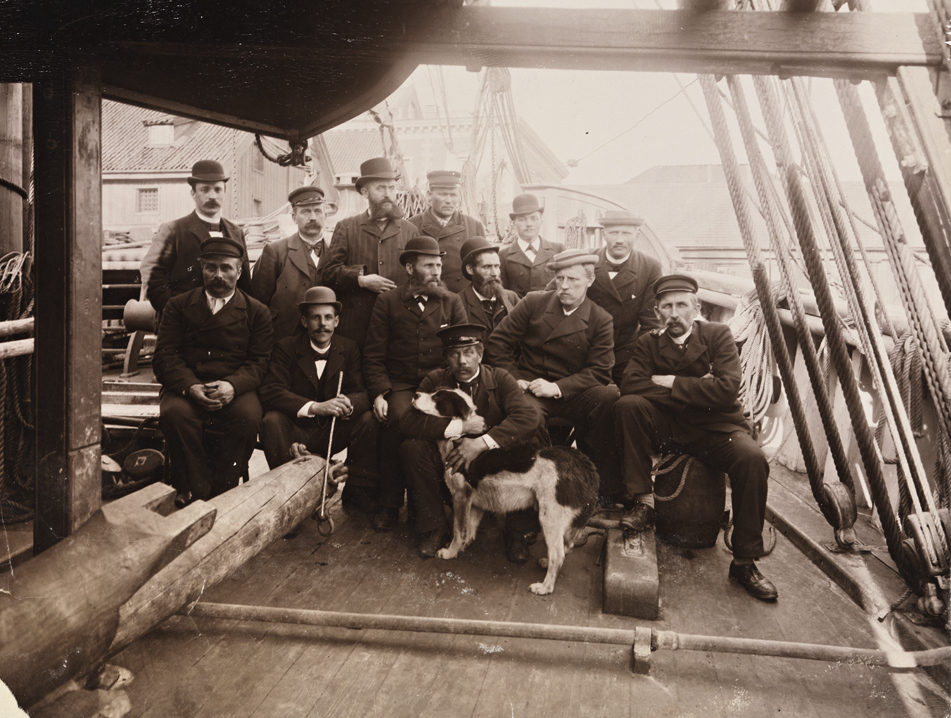
Les membres de l'expédition, après le retour du Fram à Christiania en août 1896.
À l'arrière, de gauche à droite : Blessing, Nordhal, Mogstad, Henriksen, Pettersen, Johansen.
Assis : Bentzen, Scott Hansen, Sverdrup, Amundsen (avec un chien), Jacobsen, Nansen, Juell.

L'approche traditionnelle des explorations arctiques reposait jusqu'alors sur de grandes expéditions, avec l'idée que les techniques européennes pourraient être réutilisées avec succès sous les latitudes polaires. Utilisée depuis des années, cette stratégie avait apporté quelques succès mais également conduit à de larges désastres, avec de lourdes pertes en hommes et en navires. Au contraire, la méthode de Nansen, qui repose sur une équipe restreinte, entraînée et exploitant les techniques des Inuits et des Sames, adaptées au milieu polaire - notamment en ce qui concerne les déplacements - permet à l'expédition de revenir sans avoir subi la moindre perte, ni affronté d'incident majeur.
Même si l'objectif initial d'atteindre le pôle n'a pas été atteint, l'expédition a permis de grandes découvertes géographiques et scientifiques. Sir Clements Markham, le président de la Royal Geographical Society, déclare que l'expédition a résolu « la question de la géographie de l'Arctique ». Il est alors clairement établi que le pôle Nord ne se situe pas sur un continent, ni sur un bloc de glace immobile, mais sur une banquise mouvante. L'océan Arctique est un profond bassin océanique, sans masse continentale notable au nord du continent eurasiatique car d'éventuelles terres sous ces latitudes auraient bloqué le mouvement des glaces,,. Au-delà de la preuve de l'existence d'une dérive polaire, Nansen a également remarqué l'influence de la force de Coriolis qui entraîne la glace vers le nord, sous l'effet de la rotation de la Terre. Cette découverte sera développée par l'élève de Nansen, Vagn Walfrid Ekman, qui deviendra un océanographe reconnu. Le programme d'observations scientifiques mené par le Fram procure les premières observations océanographiques détaillées de la zone arctique ; publiées en temps utiles sous la direction de Nansen après 1897, toutes les données collectées pendant le voyage conduisent à la publication de six volumes d'observations scientifiques.
Tout au long de l'expédition, Nansen continue de tester divers techniques et équipements, peaufinant la conception des skis et des traîneaux, et d'expérimenter de nouveaux types de vêtements, de tentes et de dispositifs de cuisine. Il révolutionne ainsi les méthodes d'exploration polaire,. Dans la nouvelle ère d'exploration qui suit son retour, les voyageurs suivent systématiquement ses conseils en matière de méthodes et d'équipements, même si certains choisissent parfois de s'en affranchir, généralement pour des questions de coût,. Selon Huntford, les héros de la conquête du pôle Sud que sont Amundsen, Scott et Shackleton sont tous des disciples de Nansen.
Le statut de Nansen n'est jamais sérieusement remis en cause, même s'il n'échappe pas aux critiques. L'explorateur américain Robert Peary se demande pourquoi Nansen n'est pas revenu vers le navire après l'échec de son raid vers le pôle, au bout d'environ trois semaines. « Était-il honteux de revenir après une aussi courte absence, ou y a-t-il eu querelle... ou a-t-il rejoint la terre François-Joseph en quête de sensationnalisme ou pour des raisons commerciales ? ». Adolphus Greely, qui avait initialement exclu toute possibilité de succès de l'expédition, admet son erreur mais attire l'attention sur le « seul reproche » que l'on puisse faire à Nansen : sa décision d'abandonner ses camarades à des centaines de kilomètres de toute terre. Greely écrit à ce sujet que « cela dépasse l'entendement. Comment Nansen a-t-il pu à ce point s'écarter du devoir le plus sacré d'un commandant d'une expédition navale ? » La réputation de Nansen n'en pâtit cependant pas ; près d'un siècle après l'expédition, l'explorateur britannique Wally Herbert qualifie le voyage du Fram de « plus exaltant exemple de courage et d'intelligence de l'histoire de l'exploration ».

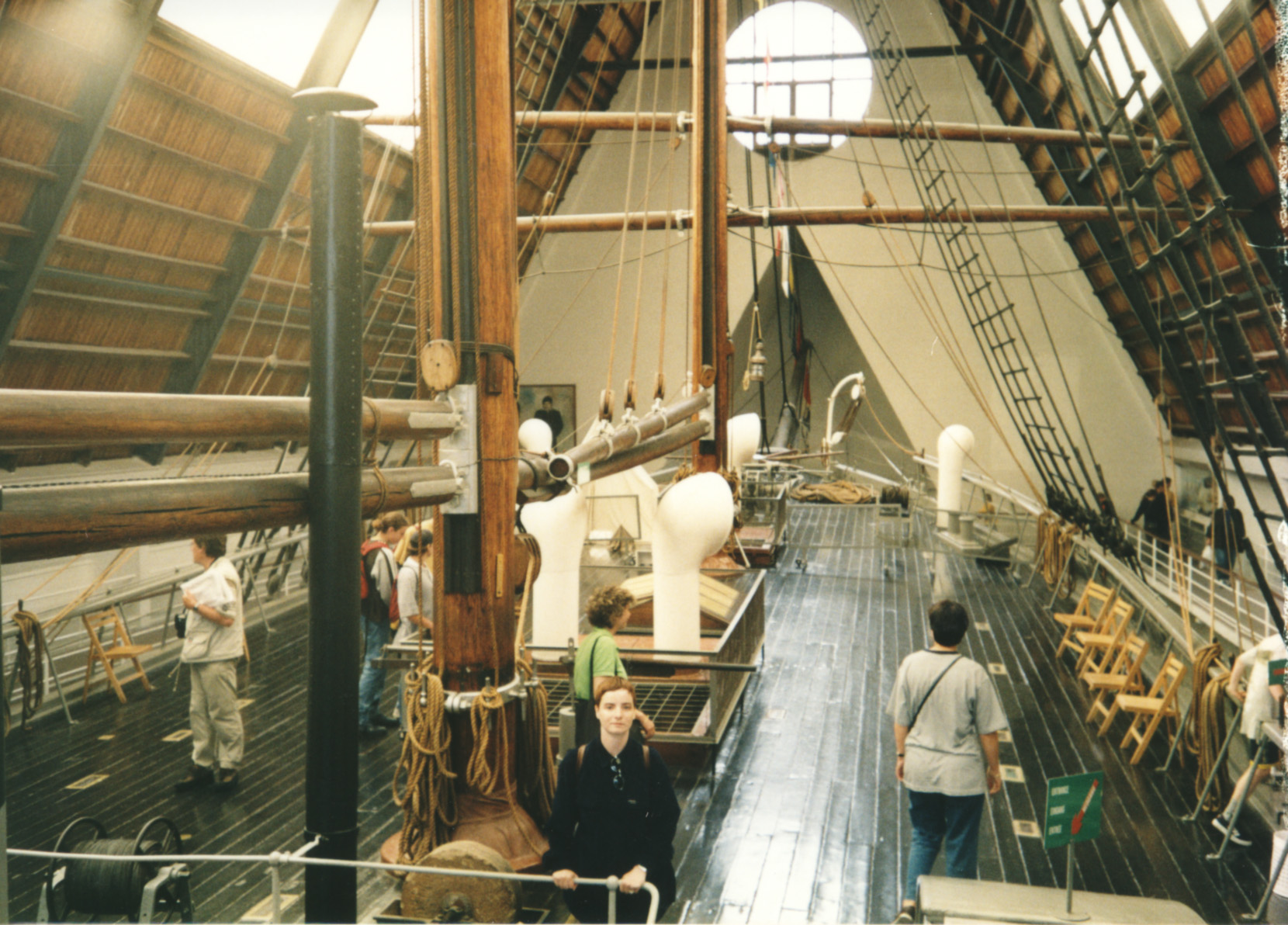
Vue d'une partie de l'intérieur du Fram tel qu'exposé au musée du Fram à Oslo.

Le voyage du Fram met un terme aux expéditions menées par Nansen. Il est nommé à l'université de Christiania en 1897 et obtient une chaire d'océanographie en 1908. Il s'enrichit par ailleurs grâce à la publication de son récit de voyage,. Par la suite, il se met au service du royaume nouvellement indépendant de Norvège, en différentes qualités. Il reçoit le prix Nobel de la paix en 1922, en reconnaissance de son travail au profit des réfugiés au sein de la Société des Nations. Hjalmar Johansen ne réussit jamais à se réinsérer dans la vie normale. Après des années de dérive, il accumule les dettes et tombe dans l'alcoolisme. Grâce à l'influence de Nansen, il lui est offert de se joindre à l'expédition de Roald Amundsen au pôle Sud en 1910. Johansen se querelle violemment avec Amundsen au camp de base de l'expédition et il est exclu de l'équipe qui se lance à la conquête du pôle. Il se suicide moins d'un an après son retour d'Antarctique. Otto Sverdrup reste capitaine du Fram. En 1898, il reprend la mer, avec un nouvel équipage, pour quatre années d'exploration dans l'Arctique canadien. Dans ses dernières années, Sverdrup participe à l'organisation de la collecte de fonds visant à offrir au navire un abri permanent dans un musée. Il meurt en novembre 1930, sept mois après le décès de Nansen,. Réutilisé lors des expéditions polaires d'Otto Sverdrup dans l'arctique canadien (1898-1902) et de Roald Amundsen à la conquête du pôle Sud (1910-1912), le Fram est ensuite exposé au musée du Fram à Oslo depuis 1936.
Le record de latitude arctique maximale jamais atteinte (ou farthest north) de Nansen tient cinq ans. Le 24 avril 1900, au cours d'une expédition lancée par l'Italien Louis-Amédée de Savoie, une équipe de trois hommes menée par le capitaine Umberto Cagni atteint 86° 34' N, en partant de la terre François-Joseph en traîneaux à chiens. L'équipe revient difficilement au camp de base ; l'une des équipes de support ayant disparu,.
L'idée de dérive sur la glace est par la suite reprise dans le principe des stations dérivantes soviétiques, russes ou canadiennes.
En 2007-2008, une expédition scientifique comparable, baptisée « Tara Arctic », a été menée sur le navire Tara et a permis de recueillir de nombreuses données permettant d'enrichir les modèles climatiques.

## Études postérieures sur l'expédition
En 2009, une étude parue dans la revue American Scientist, tente d'évaluer la part de chance quant à la durée et la trajectoire de la dérive de Nansen, et de répondre à deux questions :
- le trajet aurait-il pu durer plus longtemps, au risque de mettre en péril l'expédition ?
- le record de la latitude la plus septentrionale atteinte par Nansen relève-t-il d'un coup de chance ?

En modélisant la dérive des glaces arctiques, l'équipe de recherche a reconstitué informatiquement, pour différentes années, les trajectoires théoriques du Fram à partir d'un même point de départ. Il est ainsi possible, pour un voyage se déroulant entre les années 1979 et 2006, de comparer les trajectoires calculées du navire avec son trajet réel lors du voyage à la fin du XIXe siècle.
Pour l'ensemble des trajectoires étudiées, seules celles correspondant à un départ en 1987 et en 2006 présentent des durées de parcours inférieures à la durée réelle du voyage. À l'inverse, quatre années de départ présentent des durées de dérives théoriques supérieures aux cinq ans maximum imaginés par Nansen. La durée moyenne constatée du voyage entre 1979 et 2006 est de 3,7 ± 0,8 ans, à comparer aux 2,9 ans de voyage pour le navire de Nansen.
En ce qui concerne la latitude maximale, le Fram a atteint 85°56' en 1895. La latitude maximale moyenne des trajectoires simulées est de 88°6' ± 1,1° Nord, soit en moyenne 240 kilomètres plus au Nord. Pour chacune des années étudiées, la dérive aurait conduit le Fram au moins aussi près du pôle, sept années le menant même au-delà de 89° Nord. La meilleure année pour Nansen en termes d'approche du pôle aurait été 1989, avec une latitude atteinte de 89°58'.
En résumé, Nansen avait correctement évalué la durée prévisionnelle du voyage et son équipage n'aurait eu que peu de chance de mourir de faim, d'autant que la pêche et la chasse étaient toujours possible pour compléter les provisions embarquées. Par ailleurs, le trajet du Fram semble avoir été particulièrement rapide par rapport à la moyenne des trajets constatés entre 1979 et 2006. En contrepartie, Nansen, bien qu'il ait rejoint la latitude la plus septentrionale jamais atteinte alors, aurait pu espérer de bien meilleurs résultats s'il avait voyagé à la fin du XXe siècle.